# Serge Jung
Serge Jung – francuski zapaśnik walczący w obu stylach. Zajął jedenaste miejsce na mistrzostwach świata w 1987. Uczestnik mistrzostw Europy w 1987 i 1990. Srebrny medalista igrzysk frankofońskich w 1994. Mistrz Francji w latach 1987-1990 i 1994-1999.